# Tiga Abdul
 (juin 2024).
Si vous disposez d'ouvrages ou d'articles de référence ou si vous connaissez des sites web de qualité traitant du thème abordé ici, merci de compléter l'article en donnant les références utiles à sa vérifiabilité et en les liant à la section « Notes et références ».
Tiga Abdul (Les Trois Abduls) est un film de comédie malaisien en noir et blanc de 1964, réalisé par et mettant en vedette l'icône du grand écran malaisien P. Ramlee. Il raconte l'histoire de trois frères pris dans un réseau de tromperie tendu par le rusé Sadiq Segaraga, qui utilise ses trois filles pour essayer de dépouiller les trois frères de toute leur richesse. Le film rend hommage aux contes traditionnels avec une morale intégrée dans l'histoire et se déroule dans un pays fictif du Moyen-Orient nommé Isketambola, vaguement basé sur Istanbul, en Turquie. Ce fut le dernier film réalisé par P. Ramlee à Singapour avant qu'il ne déménage à son nouveau lieu de travail aux studios Merdeka à Kuala Lumpur en 1965.

## Synopsis
Ismet Ulam Raja, un riche homme d'affaires, a trois fils : Abdul Wahab, Abdul Wahib et Abdul Wahub. Abdul Wahab et Abdul Wahib sont égoïstes et cupides, tandis qu'Abdul Wahub mène une vie simple avec son magasin de musique. À la mort de leur père, les deux aînés se partagent sa richesse, laissant seulement la maison familiale à Abdul Wahub. Sadiq Segaraga, un ami du défunt, utilise ses filles pour séduire les trois frères. Hamidah et Rafidah réussissent avec Abdul Wahab et Abdul Wahib, mais Ghasidah et Abdul Wahub se disputent constamment. Abdul Wahab et Abdul Wahib signent un contrat piégé avec Sadiq, perdant leur richesse et devenant esclaves.
Plus tard, le père d’Abdul Wahub lui apparaît en rêve et le guide vers un avocat gérant des propriétés à l'étranger, le rendant plus riche que ses frères. Abdul Wahub propose alors à Sadiq d'épouser Ghasidah, exigeant un contrat similaire au sien. Abdul Wahub évite les pièges de Sadiq et le pousse finalement à perdre son sang-froid, lui prenant ainsi toute sa richesse et vendant Sadiq et ses filles comme esclaves. Finalement, Abdul Wahub rachète tout le monde et les libère, leur donnant une leçon d'humilité.

## Fiche technique
- Titre : Tiga Abdul
- Réalisation : P. Ramlee
- Scénario : P. Ramlee
- Pays d’origine :  Singapour
- Langue : malais
- Format : Noir et blanc
- Date de sortie : 1964